# 西村美保
西村 美保（にしむら みほ）は、日本の元AV女優。スリーサイズ:B83 W58 H87。
1981年生まれの同姓同名タレントとは別人。

## 作品
- 過激なレディコミ実体験 私がヒロイン!（1995年10月16日、V&Rプランニング）
- 人妻解剖学4（1996年2月24日、ファミ-ホームソフト）
- 弱い者いじめ　（V&Rプランニング）
- 抱かれたい女 偽りの不倫（1996年3月18日、V&Rプランニング）
- 快楽おもちゃ通信　～悶え苦しむ女たち～　（1996-06-21　V&Rプランニング）
- 強制ぶっかけミルキーズ4（1996年、シャトルジャパン）
- スーパーレッグミストレス17（1996年、シャトルジャパン）
- 平成ドキドキ女学園16（1996年、シャトルジャパン）
- ぶっかけハイスクール11（1996年、シャトルジャパン）
- ぶっかけフェスティバル7（1996年、シャトルジャパン）
- GAL'Sシャワー（1997年1月24日、トライハート）
- 人妻解剖学スペシャル（1997年6月30日、ファミ-ホームソフト）
- 熟女曼陀羅（2002年8月21日、ファミ-ホームソフト）
- おも通 おとなのおもちゃ通信（2004年1月21日、V&Rプランニング）
- エロのカーテン（GCK-011、ガチンコ）
- 美女7人、華麗な肢体を磨き込む「女優・タレント・モデル志願のお嬢さん」（1997年4月26日、CORONA）
- 女子高生強制わいせつ8
- 素人夫婦満開天国 幼妻の恥じらい遊戯（1996年7月19日、ザウルス、アトラス21）
- 白衣の医療天使達（1996年10月5日、シーツーコーポレーション、PURE）
- 私はこうして3P経験をしました（1996年5月24日、ホットエンターテイメント、ADULT）
- 乳輪もみしばき！ ぶっかけ女子高生(PEARL)
- 抜ける！看護婦編（MUSCAT、BIGMORKAL）
- OLリストラNUDE（ルージュ）
- 超能力FACK3（エルメス）
- OL新鮮組3（エルメス）
- グレードUPレンタル3（エルメス）
- FUCKFUCKFUCK 13（エルメス）
- パンスト倶楽部4（エルメス）
- 痴女の嵐（宇宙企画）
- ビデオヴァージンスペシャル 7（サマンサ、MAX-A）
- どすけべテレクラ夫人3（ぴあす）
- レッグ＆パンストフェチ VOL．3（ラッキープロ）
- 恥穴ムキ出し4人娘vol3(PUSSY)
- 快楽 狂乱の宴（エロゴリラ）
- 挑発！セールスレディ（シャイ企画）
- チェキ2(WEST RIVER)
- 痴女の嵐（宇宙企画）
- 下唇の夕食会（ハート企画）
- 女子大生理容ヘルスの実態/完全登録会員制
- リモコンバイブ 濡れ落ちたOL
- ザ・対決 オッパイリーグ（1996年、メディアフラッグ）
- 美保ちゃんと8人の汁男たち（ハウスギルド）
- 汁チュー！精液娘（ハウスギルド）
- 女子校生レイプ 強制顔射3（U&K）
- セーラー服の下のただれた秘肉（シルエット）
- あぶないシリーズ9 女子校生 奈美（U&K）
- ハードレズビアン 香りの壷1（カトレア映像）
- 指と舌と極太４本を次々と咥え、奥までビクビク大痙攣!!/女優志願のピンクのオ○○コ!!（コロナ社）
- 超過激!悶絶本番女子高生!!/あこその中でも風船なんてふくらませたらイヤ!（オレンジファクトリー）
- 女子高生のとってもＨな放課後（K's Project 9）唯子名義
- 超Hな美脚7（U&K）
- 仮想風俗体験 これがPinサロ早出し娘（V&Rプランニング）
- LES MANIA2 ～禁断の花園～（カトレア映像）
- 美少女オナニー20連発!1（カトレア映像）

## 写真集
- スペルマの妖精2/西村美保写真集（さーくる社）